# Iben Dorner
Iben Amelieh Emine Dorner (voorheen Østergaard) (Holstebro, 19 oktober 1978) is een Deense actrice.

## Carrière
Iben Dorner studeerde in 2003 af aan de Universiteit van Kopenhagen. Hierna ging ze studeren in het Odense Teater waar ze in 2007 afstudeerde.
Ze debuteerde op het scherm in de film Guds Børn maar ze raakte bekend bij het grote publiek dankzij haar rollen in televisieseries: als secretaresse Sanne in Borgen, als Benedicte in Den som dræber en als politiechef Katarina in Tunn is.

## Filmografie

### Film
- Guds børn (1999)
- Kandidaten (2008)
- Sorte Kugler (2009)
- Sandheden om mænd (2010)
- Bora Bora (2011)
- Fortidens skygge - Den som dræber (2012)
- Tarok (2013)
- Familien Jul (2014)

### Serie
- Kastanjemanden  (2021)
- 2900 Happiness (2007 - 2009)
- Mikkel og Guldkortet (2008)
- Pagten (2009)
- Borgen (2010)
- Den som dræber (2011)
- Hamre (2012)
- Tunn is (2020)
- Kastanjemanden (2021)